# Seven Sisters (Londra)
Seven Sisters è un quartiere situato nell'area di North London, nel borgo londinese di Haringey, circa 10 chilometri a nord-est di Charing Cross. Sotto-distretto di Tottenham e precedentemente all'interno del municipal borough di Tottenham, dal 1º aprile 1965 venne inserito nel nuovo distretto di Haringey. Anticamente chiamata Page Green, la zona cambiò nome nel XVIII secolo a memoria di sette caratteristici olmi piantati a cerchio intorno a un noce che ivi si trovavano.
Il territorio si colloca all'estremità orientale di Seven Sisters Road, che parte da Tottenham High Road per raggiungere l'A1 a Holloway. È inoltre parte del distretto postale di South Tottenham.